# إريك نودسين
إريك نودسين (ولد في 25 مارس 1988) ممثل كندي , اشتهر بظهوره في فيلم
سو 2 (2005).

## روابط خارجية
- إريك نودسين على موقع IMDb (الإنجليزية)
- إريك نودسين على موقع روتن توميتوز (الإنجليزية)
- إريك نودسين على موقع ألو سيني (الفرنسية)
- إريك نودسين على موقع ميوزك برينز (الإنجليزية)
- إريك نودسين على موقع أول موفي (الإنجليزية)
- إريك نودسين على موقع قاعدة بيانات الأفلام السويدية (السويدية)
- إريك نودسين على موقع قاعدة بيانات الفيلم (الإنجليزية)
- إريك نودسين على موقع كينوبويسك (الروسية)
- Erik Knudsen Official Twitter
- Erik Knudsen Bio at CBS – Jericho